# Orgères-en-Beauce
Orgères-en-Beauce je naselje in občina v srednjem francoskem departmaju Eure-et-Loir regije Center. Naselje je leta 1999 imelo 1.024 prebivalcev.

## Geografija
Kraj leži v pokrajini Orléanais 39 km južno od Chartresa.

## Uprava
Orgères-en-Beauce je sedež istoimenskega kantona, v katerega so poleg njegove vključene še občine Baigneaux, Bazoches-en-Dunois, Bazoches-les-Hautes, Cormainville, Courbehaye, Dambron, Fontenay-sur-Conie, Guillonville, Loigny-la-Bataille, Lumeau, Nottonville, Péronville, Poupry, Terminiers, Tillay-le-Péneux in Varize s 5.025 prebivalci.
Kanton Orgères-en-Beauce je sestavni del okrožja Châteaudun.